# Daibutsu
Daibutsu (大仏?) è una parola giapponese che significa letteralmente "Grande Buddha". In Giappone, essa designa una grande statua di Buddha o di una delle sue diverse incarnazioni. Generalmente in bronzo, possono anche essere fatti di altri metalli o di pietra. Possono trovarsi all'esterno o sollevati davanti a un altare nei templi buddhisti.

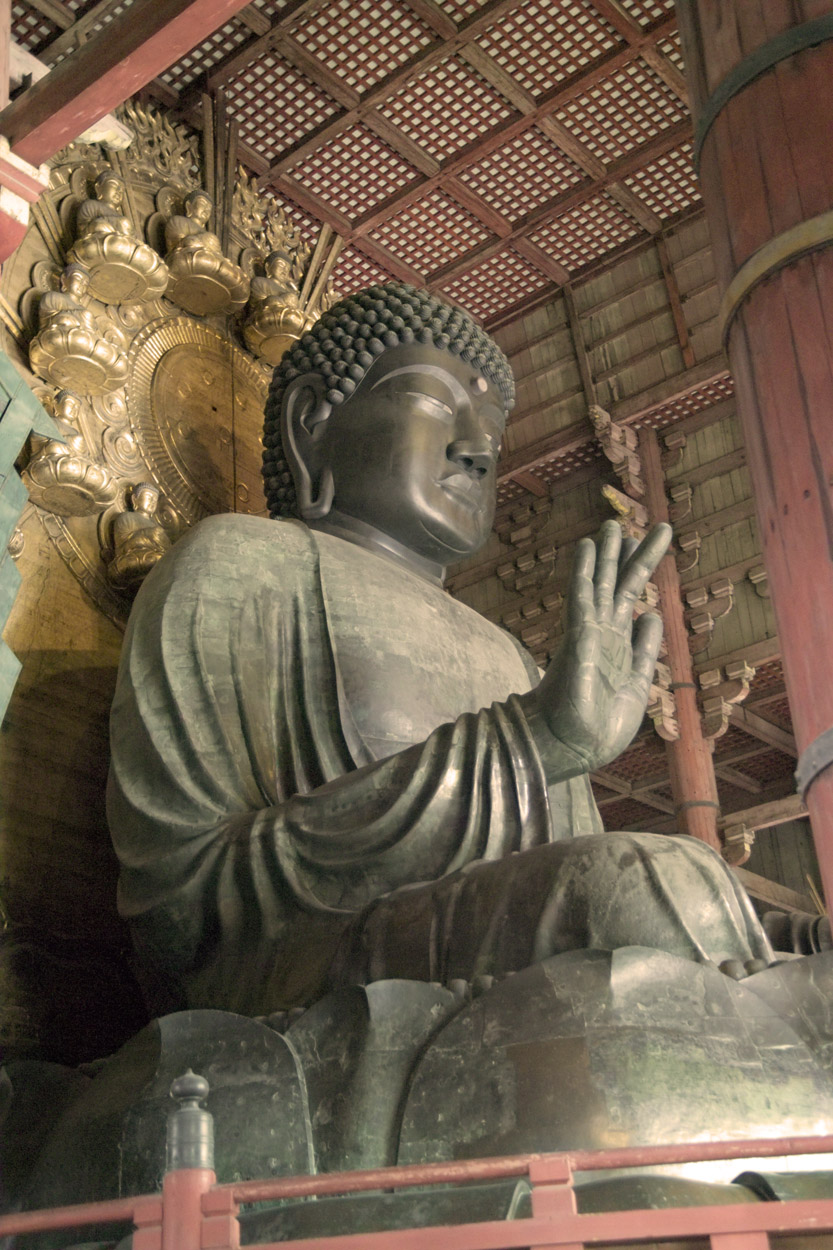
Daibutsu di Tōdai-ji, Nara

Daibutsu di Kamakura

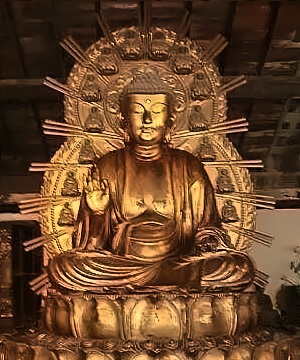
Replica of Great Buddha of Kyoto

Se, in Occidente, il termine può far pensare alla poesia di Rudyard Kipling intitolata Buddha a Kamakura, in Giappone si associa più spesso all'antica e popolare statua del Tōdai-ji.

## Esempi
| Image | Nome                                    | Buddha         | Dimensioni                                        | Data        | Municipalità | Prefettura             | Commento |
| ----- | --------------------------------------- | -------------- | ------------------------------------------------- | ----------- | ------------ | ---------------------- | --- |
|       | Seiryū-ji (昭和大仏?)                   |                | 21,35 m                                           | 1984        | Aomori       | prefettura di Aomori   | |
|       | Ganmen Daibutsu (岩面大仏?)             |                | 16,5 m                                            |             | Hiraizumi    | prefettura di Iwate    | Scultura in bassorilievo a Takkoku no Iwa (達谷窟?) |
|       | Ushiku Daibutsu (牛久大仏?)             | Amida Nyorai   | 120 m, compresa la base e il loto di Padma (20 m) | 1993        | Ushiku       | prefettura di Ibaraki  | Il più grande daibutsu del Giappone |
|       | Nihon-ji Daibutsu (日本寺大仏?)         | Yakushi Nyorai | 31,05 m                                           | Periodo Edo | Kyonan       | prefettura di Chiba    | Scolpito negli anni 1780 e 90 da Jingoro Eirei Ono e dai suoi apprendisti e restaurato nella sua forma attuale nel 1969. Il più grande daibutsu pre-moderno del Giappone (e la più grande pietra scolpita). Lo stesso sito ospita un'altra grande scultura di Buddha, il Kannon Hyakushaku |
|       | Grande Buddha di Kamagaya (鎌ヶ谷大仏?) |                | 2,3 m, compresa la base (0,5 m)                   |             | Kamagaya     | prefettura di Chiba    | Il più piccolo daibutsu del Giappone |
|       | Antico Ueno Daibutsu (上野大仏?)        | Shaka Nyorai   |                                                   | 1631        | Taitō        | Tokyo                  | Gravemente danneggiato dal grande terremoto del Kantō del 1923 e fuso per lo sforzo della Guerra del Pacifico |
|       | Tokyo Daibutsu (東京大仏?)              |                | 13 m, compresa la base                            | 1977        | Itabashi     | Tokyo                  | Pesa trenta tonnellate; a Jōren-ji (乗蓮寺?); eretto in espiazione del grande terremoto del Kantō del 1923 e della Guerra del Pacifico |
|       | Kamakura Daibutsu (鎌倉大仏?)           | Amida Nyorai   | 13,35 m                                           | c. 1252     | Kamakura     | prefettura di Kanagawa | Soggetto della poesia The Buddha at Kamakura di Rudyard Kipling; tesoro nazionale |
|       | Takaoka Daibutsu (高岡大仏?)            | Amida Nyorai   | 15,85 m                                           | 1981        | Takaoka      | prefettura di Toyama   | Un Daibutsu-ji (大佛寺?) |
|       | Echizen Daibutsu (越前大仏?)            |                | 17 m                                              |             | Katsuyama    | prefettura di Fukui    | |
|       | Gifu Daibutsu (岐阜大仏?)               | Shaka Nyorai   | 13,63 m                                           | 1828        | Gifu         | prefettura di Gifu     | |
|       | Antico Hōkō-ji (Kyoto) (?)              |                |                                                   | Anni 1660   | Kyoto        | Prefettura di Kyoto    | Disegno del 1691 ca. di Engelbert Kaempfer |
|       | Nara Daibutsu (奈良大仏?)               | Vairocana      | 14,98 m                                           | 752         | Nara         | prefettura di Nara     | Restaurato varie volte; iscritto al patrimonio mondiale dell'UNESCO: Monumenti storici dell'antica Nara; tesoro nazionale |
|       | Asuka Daibutsu (飛鳥大仏?)              | Shaka Nyorai   | 2,75 m                                            | 609         | Asuka        | prefettura di Nara     | Il più antico daibutsu e statua buddhista del Giappone, restaurata; bene culturale importante |
|       | Antico Hyōgo Daibutsu (兵庫大仏?)       |                |                                                   | 1891        | Kōbe         | prefettura di Hyōgo    | A Nōfuku-ji (能福寺?); fuso nel 1944 nel quadro dello "sforzo bellico" e poi sostituito |

## Daibutsuper altezza
Daibutsu in piedi:
- 120 m: daibutsu situato vicino a Ushiku. Costruito nel 1995, è attualmente il più grande daibutsu del Giappone.

Daibutsu seduto (posizione del loto)
- 31,05 m: daibutsu del Nihon-ji (Nokogiriyama), scavato nella roccia.
- 15,85 m: daibutsu di Takaoka. Questa altezza comprende l'alone che sovrasta la testa della statua.
- 14,18 m: daibutsu del Tōdai-ji (Nara). Fa parte del Progetto nazionale del Giappone (752).
- 13,70 m: daibutsu dello Shōhō-ji (Gifu).
- 13,35 m: daibutsu del Kōtoku-in (Kamakura) (1252).

## Daibutsudistrutti
Nel corso della storia numerosi danneggiati o distrutti, spesso a causa di terremoti o degli incendi innescati da questi. Sono dunque regolarmente restaurati o completamente ricreati.
Si può ugualmente notare che il daibutsu di Hōkō-ji a Kyōto non è stato ancora ricostruito dalla sua distruzione negli anni 1970.